# John Kissig Cowen
John Kissig Cowen (ur. 28 października 1844 w Ohio, zm. 26 kwietnia 1904 w Chicago, Illinois) – amerykański polityk, działacz Partii Demokratycznej. W latach 1895–1897 był przedstawicielem czwartego okręgu wyborczego w stanie Maryland w Izbie Reprezentantów Stanów Zjednoczonych.